# Pintura incaica
La pintura como arte fue ampliamente practicada por los incas, aunque sin alcanzar los niveles de las culturas preincas, como la Nazca y la Moche. Esta expresión artística fue realizada principalmente en murales y mantos, de los cuales solo se conservan algunos restos incompletos. Otras muestras de este arte serían las tablas y telas pintadas con escenas históricas y guardadas en Puquincancha (Cuzco), según testimonio del cronista Pedro Sarmiento de Gamboa, pero de las que ya no quedan ningún ejemplar conservado. También es de destacar la pintura como complemento ornamental de las piezas de cerámica y de otras artesanías, como la realizada sobre los aríbalos (cántaros) y los queros (vasos ceremoniales). En un segundo plano estarían la decoración de los escudos militares, a manera de figuras heráldicas, según la información de algunas crónicas.

## Características
- Al igual que otras manifestaciones artísticas desarrolladas por los incas, la pintura tuvo una fuerte influencia de las culturas preincaicas que se fusionaron con el imperio inca.
- Según parece, los incas no concibieron la pintura como un arte independiente, sino complementario de otras artes, como la arquitectura, la textilería y la cerámica.
- Es en la cerámica y los textiles donde se pueden apreciar actualmente las características de la pintura incaica, cuyos motivos están relacionados con los brindados por la fauna, la flora, los mitos, las leyendas y los acontecimientos importantes de la vida de los incas.
- En cuanto al uso de los colores, fue polícroma, es decir, se emplearon más de dos colores, principalmente marrón, crema, blanco, anaranjado, amarillo y rojo.
- Las representaciones eran naturalistas y abstractas, con predominancia de las últimas.
- Muchas de las pinturas realizadas en murales, así como las tablas y telas guardadas en Puquincancha, tenían un fin utilitario y político. Su intención era conservar la memoria de los hechos de los incas y mostrar su poderío a los pueblos sojuzgados.

## Murales
Antes que nada y tal como lo ha señalado Duccio Bonavia, se debe diferenciar las paredes pintadas de uno o varios colores y los murales con diseños o motivos representando escenas diversas.
Los incas asimilaron las técnicas de la pintura mural de su contacto con las culturas costeñas. Las usaron para decorar las paredes de las construcciones de barro que elevaron o ampliaron en la costa, hallándose muestras de este arte en Tambo Colorado, Pachacámac, Paramonga, etc.
El Inca Garcilaso de la Vega menciona también una antigua pintura mural incaica que en sus días todavía se podía ver en el Cuzco, cuya ejecución fue ordenada por el inca Viracocha en conmemoración de su victoria sobre los chancas (según la versión del inca historiador):

Hablando del Inca Viracocha, es de saber que quedó tan ufano y glorioso de sus hazañas y de la nueva adoración que los indios le hacían, que, no contento con la obra famosa del templo, hizo otra galana y vistosa... Y fue que en una peña altísima, que entre otras muchas hay en el paraje donde su padre paró cuando salió del Cozco retirándose de los Chancas, mandó pintar dos aves que los indios llaman cúntur... La una con las alas cerradas y la cabeza baja y encogida, como se ponen las aves, por fieras que sean, cuando se quieren esconder; tenía el rostro hacia Collasuyu y las espaldas al Cozco. La otra mandó pintar en contrario, el rostro vuelto a la ciudad y feroz, con las alas abiertas, como que iba volando a hacer alguna presa. Decían los indios que el un cúntur figuraba a su padre, que había salido huyendo del Cozco e iba a esconderse en el Collao, y el otro representaba al Inca Viracocha, que había vuelto volando a defender la ciudad y todo su Imperio.

La pintura mural era ya para entonces un arte milenario en el antiguo Perú. Hacia el Horizonte Temprano, la pintura era aplicada directamente sobre la pared enlucida, mientras que durante el Intermedio Temprano se cubría el muro enlucido con pintura blanca antes de realizar el dibujo deseado. Otra técnica usada entonces era trazar motivos incisos sobre el barro húmedo para luego rellenarlo con pintura.

## Mantos
La técnica de la pintura sobre telas de algodón llano era practicada en toda la costa peruana, especialmente en el norte. Aparece en varios períodos anteriores a la época inca, aunque al parecer solo empieza con Paracas Necrópolis.
Como parte del elaborado arte textil, esta técnica da la impresión de ser el método más sencillo de decoración; es probable que se recurriera a ella solo en casos de emergencia. Las telas y los dibujos son bastante grandes y los colores pocos. Algunas telas fueron al parecer estampadas con sellos de madera talladas.
Todavía por la década de 1570 existían artistas especializados en el arte de pintar mantos que se trasladaban de un lugar u otro para ejercer su oficio. Estos artesanos pedían licencia ante el oidor para ir libremente por los valles sin ser estorbados. 
En los museos y colecciones privadas se pueden apreciar estos mantos, empleados quizá para cubrir paredes desnudas o servir de vestimenta a los señores importantes. 

## Puquincancha
El Puquincancha o Poquen Cancha, según la descripción que nos ha dejado el cronista Pedro Sarmiento de Gamboa, debió ser una especie de pinacoteca o museo de los incas, donde estos guardaban sus pinturas realizadas en tablones y telas, bajo el cuidado de unos especialistas en interpretarlas. Se hallaba en el Cuzco, cerca del Coricancha o Templo del Sol y fue fundado por el inca Pachacútec. En esas tablas y paños se hallaban pintadas las historias de los reyes incas, la biografía de cada uno de ellos, las tierras que conquistaron y las antiguas leyendas de los orígenes del imperio. Esas tablas son mencionadas también en las Informaciones del virrey Francisco de Toledo y por lo tanto deben ser consideradas como información harto confiable.
La ubicación exacta del Puquincancha era en el camino del Contisuyo, en Payán, junto a Pilcopuquio, concretamente la tercera huaca encima de Cayocachi.

## Decoración de los queros
Se conservan numerosos queros o vasos de madera decorados hábilmente con elementos gráficos y escenas cotidianas: se ven incas, coyas, príncipes, princesas, guerreros, labradores, músicos, mujeres y niños, así como aves y otros animales, figuras todas que dan la impresión de carecer de libertad de movimiento; se les ve rígidas, pesadas, lentas. Se emplean los colores rojo, amarillo, negro, azul, blanco y verde.
No obstante, existe controversia en cuanto al fechado exacto de estos queros pintados. Todo indica que son de la época colonial, influenciada por las técnicas pictóricas traídas por los españoles. Los queros de la época imperial incaica suelen estar decorados sin colorantes, solo con diseños geométricos ejecutados mediante líneas incisas delgadas; a veces la decoración se complementa con incrustaciones de turquesa y nácar.

## Decoración de los escudos de guerra
Según la información transmitida por algunos cronistas como el Inca Garcilaso de la Vega, los incas pintaron las caras externas de sus escudos de guerra con diseños aplicados en colores intensos. Lo harían para diferenciarse de sus enemigos durante las batallas. Serían dibujos a manera de blasones, con el lenguaje simbólico propio de los incas.

## Mapas pintados
Otro renglón dentro del arte pictórico fue la realización de una suerte de mapas pintados que representaban un lugar o una región. El cronista Juan de Betanzos relata que después de la derrota de los chancas los jefes cusqueños se presentaron ante Cusi Yupanqui (después llamado Pachacútec) para ofrecerle la mascapaicha o borla imperial y lo encontraron pintando los cambios que pensaba hacer en el Cuzco. 
Tal práctica se confirma con una afirmación hecha en el juicio sostenido por las etnias de Canta y de Chaclla entre 1558 y 1570, en la que uno de los litigantes presentó ante la Real Audiencia de Lima los dibujos de su valle indicando sus reclamos de terrenos, mientras la otra parte mostró una maqueta de barro que representaba a todo el valle.